# Тоні (премія)
Премія «Тоні» (англ. Tony Award) — популярна назва премії, яку щорічно присуджують за досягнення в області американського театру, включаючи музичний театр (перш за все численні постановки на Бродвеї, Нью-Йорк). Повна офіційна назва премії — «Премія Антуанетти Перрі за театральну досконалість» (англ. Antoinette Perry Award for Excellence in Theatre). Свою назву премія отримала на честь американської акторки і режисерки Антуанетти Перрі (1888—1946).
Премію присуджує спільнота, що складається з приблизно 700 осіб, які мають стосунок до індустрії розваг і журналістики. Премія «Тоні» була заснована в 1947 і вважається театральним еквівалентом кінематографічного «Оскара», музичної «Ґреммі», а також телевізійної «Еммі».
71-ша та 72-га церемонії вручення премії «Тоні» відбулися в театрально-концертному залі «Радіо-сіті-мьюзик-голл» (англ. Radio City Music Hall) 11 червня 2017 та 10 червня 2018, відповідно. 2018 року премія вручалася у 31 номінації.
Лауреатами премії ставало багато видних акторів та діячів театру.

## Премія за найкращу головну чоловічу роль у виставі
У різні роки премію за найкращу чоловічу роль отримували такі актори як Генрі Фонда (1948), Пол Скофілд (1962), сер Алек Гіннесс (1964), Аль Пачіно (1977), сер Ієн Маккеллен (1981), Джеремі Айронс (1984), Крістофер Пламмер (1997), Джеффрі Раш (2009). Цікаво, що нікому з акторів не вдалося поки тричі виграти цю номінацію — шестеро перемагали двічі, в тому числі «голос Дарта Вейдера» з «Зоряних воєн» Джеймс Ерл Джонс (1969, 1987).

## Премія за найкращу головну жіночу роль у виставі
Першими лауретами премії в 1947 році були Інгрід Бергман і Гелен Гейс. Надалі премією були відзначені зокрема такі актриси як Джудіт Андерсон (1948), Розмарі Харріс (1966), Еллен Берстін (1975), Джессіка Тенді (1983), Гленн Клоуз (1984, 1992), Меггі Сміт (1990), Джуді Денч (1999), Ванесса Редгрейв (2003), Синтія Ніксон (2006), Ніна Аріанда (2012).
Джулі Гарріс отримувала «Тоні» у цій номінації рекордні 5 разів (1952, 1956, 1969, 1973, 1977).

## Премії за найкращі головні ролі в мюзиклі
У різні роки в цій номінації перемагали такі артисти як Крістофер Пламмер (1974), Джонатан Прайс (1991), Меттью Бродерік (1995), Джон Літгоу (2002), Х'ю Джекман (2004).
Серед жінок премію за головну роль у мюзиклі отримували Вів'єн Лі (1963), Лайза Мінеллі (1965, 1978), Лорен Беколл (1970, 1981), Наталя Макарова (1983), Гленн Клоуз (1995), Наташа Річардсон (1998), Саттон Фостер (2002, 2011). Частіше за всіх перемагала в цій номінації Енджела Ленсбері — 4 рази (1966, 1969, 1975, 1979).
Лауреат премії за 1983 Наталія Макарова (*21 листопада 1940) — колишня артистка Ленінградського державного академічного театру опери та балету ім. С. М. Кірова, заслужена артистка РРФСР, яка в 1970 емігрувала в США.

## Спеціальна премія
Спеціальною премією «Тоні» за самі різні театральні досягнення в різні роки були відзначені: Джуді Гарленд (1952 — за важливий внесок у відродження водевілю), театральна колекція Нью-Йоркської публічної бібліотеки (1956), сер Джон Гілгуд (1959), Франко Дзеффіреллі (1962), Ірвінг Берлін (1963), Одрі Гепберн (1968), Моріс Шевальє (1968), Марлен Дітріх (1968), Леонард Бернстайн (1969), Барбра Стрейзанд (1970), Юл Бріннер (1985 — за 4525 вистав «Король і я») і багато інших.